# Cassville, Wisconsin
Cassville là một làng thuộc quận Grant, tiểu bang Wisconsin, Hoa Kỳ. Năm 2006, dân số của làng này là 1085 người.